# Prosiana
Prosiana (ukr. Просяна) – osiedle typu miejskiego na Ukrainie, w obwodzie dniepropetrowskim, w rejonie synelnykowskim, w hromadzie Małomychajliwka. W 2001 liczyło 5618 mieszkańców, spośród których 5330 wskazało jako ojczysty język ukraiński, 269 rosyjski, 5 białoruski, 1 ormiański, a 13 inny.

## Urodzeni
- Anatolij Arcebarski